# Татэкава, Ёсицугу
Ёсицугу Татэкава (яп. 建川美次; 3 октября 1880, префектура Ниигата — 9 сентября 1945) — генерал-лейтенант Императорской армии Японии в годы Второй мировой войны. Он сыграл важную роль в Маньчжурском инциденте в 1931 году. Будучи японским послом в Советском Союзе, Татэкава в 1941 году заключил пакт о нейтралитете между СССР и Японией.

## Биография
Татэкава был родом из префектуры Ниигата и окончил Военную академию Императорской армии Японии в 1901 году. Принял участие в русско-японской войне, совершал участие в рекогносцировке разведывательных патрулей глубоко внутри российских линий обороны. В 1909 году окончил Высшую военную академию Императорской армии Японии.
В 1920—1922 годах Татэкава был в составе японской делегации в Лиге Наций. После своего возвращения в Японию он был прикреплён к 1-му кавалерийскому полку Императорской армии Японии, позже стал командиром 5-го кавалерийского полка в 1923—1924 годах.
В 1924—1928 годах Татэкава был начальником 4-го отдела (Европейская и американская разведка), 2-е Бюро Генерального штаба Императорской армии Японии, контролировал разведывательные операции в Советском Союзе. Затем служил военным атташе в Китае в 1928—1929 годах.
В связи с растущей напряжённостью в Маньчжурии между Квантунской армией и китайскими войсками, Татэкава был отправлен в Мукден министром армии Дзиро Минами для предотвращения Квантунской армии от каких-либо резких движений, которые могли бы втянуть Японию в войну с Китаем.
Однако, когда Татэкава прибыл в Мукден, он не предотвратил военное вторжение и оккупацию Маньчжурии. После того как он сообщил командованию Квантунской армии, что Токио запрещает любые действия без приказа, его нарочно напоили, пока он не заснул, в то время как произошёл взрыв на ЮМЖД, после чего произошёл Маньчжурский инцидент. Позже он оправдывал свою неудачу тем, что он прибыл не вовремя остановить заговор .
После инцидента в Мукдене, Татэкава был отправлен в Швейцарию и в 1931—1932 годах был членом японской делегации на Конференции по разоружению в Женеве. По возвращении в Японию в 1932 году, он получил звание генерал-лейтенанта. В 1932—1933 годах он занимал пост Постоянного представителя японской армии в Лиге Наций.
В 1934 году Татэкава стал командиром 10-й дивизии Императорской армии Японии, а в 1935 году был назначен командующим 4-й дивизии. Он был замешан в Путче молодых офицеров, после чего был вынужден уйти в отставку с военной службы.
В 1940 году Татэкава был назначен послом в Советском Союзе. Он сыграл ключевую роль в переговорах о советско-японском Пакте о нейтралитете 1941 года, который был подписан только через два года после советско-японских пограничных столкновений. Татэкава также был посредником при подписании пакта о нейтралитете между Монгольской Народной Республикой и Маньчжоу-го. Он вернулся в Японию в 1942 году. Умер в 1945 году. Могила Татэкавы находится на кладбище Тама в Футю, Токио.